# Monocar
Monocar war ein französischer Hersteller von Automobilen.

## Unternehmensgeschichte
Das Unternehmen aus Paris begann 1936 mit der Produktion von Automobilen. Der Markenname lautete Monocar. 1939 endete die Produktion.

## Fahrzeuge
Das einzige Modell war ein Kleinstwagen. Es war ein Dreirad. Es bot Platz für eine Person. Für den Antrieb sorgte ein Zweitaktmotor mit 175 cm³ Hubraum.